# Белая Сорока
Бе́лая Соро́ка (бел. Белая Сарока) — упразднённая деревня в Вербовичском сельсовете Наровлянского района Гомельской области Республики Беларусь.
В связи с радиационным загрязнением после катастрофы на Чернобыльской АЭС жители (83 семьи) переселены в 1986 году в чистые места, преимущественно в деревню Бобовка Жлобинского района.

## География

### Расположение
На территории Полесского радиационно-экологического заповедника.
В 43 км на юго-восток от Наровли, 68 км от железнодорожной станции Ельск (на линии Калинковичи — Овруч), 221 км от Гомеля.

### Гидрография
На южной окраине мелиоративный канал, по которому идёт государственная граница с Украиной.

## Транспортная сеть
Транспортные связи по просёлочной, а затем автодороге Довляды — Бабчин. Планировка состоит из чуть изогнутой, почти меридиональной улицы, застроенной двусторонне деревянными домами усадебного типа.

## История
Обнаруженное археологами поселение эпохи мезолита (в 1-1,5 км на северо-запад от деревни) свидетельствует о заселении этих мест с давних времён. По письменным источникам известна с XV века как село в Мозырском повете Минского воеводства Великого княжества Литовского. В 1486 году великий князь Казимир даровал село ключнику киевскому Горностаю. В 1516 году центр Белосорокской волости, во владении А. Немировича. В 1648-51 годах около деревни произошли столкновения хоругвей ВКЛ и повстанческих отрядов. В XVIII веке действовал монастырь, подчинённый Киево-Печорской лавре (уничтожен в результате пожара). В 1750 году построена Свято-Николаевская церковь, которая в 1876 году перенесена на место бывшего монастыря. Это место стало называться Ново-Сороки. В церкви имелось евангелие 1733 года издания.
После 2-го раздела Речи Посполитой (1793 год) в составе Российской империи. У потомков графа Г. Г. Орлова помещик Горват приобрел в 1-й половине XIX века поместье Белая Сорока. В 1834 году местечко, через которое проходил тракт из Михалков в Чернобыль. В 1863 году открыта школа, для которой в 1866 году построено собственное здание. В 1869 году на месте обветшавшего построено новое деревянное здание церкви, в которой была местночтимая икона Божей Матери. Помещик Уваров владел здесь и в окрестностях 24 293 десятинами земли, 2 водяными мельницами, 5 корчмами. В 1885 году работали винокурня и 2 смолокурни. Согласно переписи 1897 года село, действовали церковь, народное училище, хлебозапасный магазин, трактир, в Дерновичской волости Речицкого уезда Минской губернии.
В 1930 году организован колхоз «Победитель», действовала кузница. Во время Великой Отечественной войны немецкие оккупанты оборудовали в деревенской церкви тюрьму. 21 житель погиб на фронте. В 1986 году входила в состав совхоза «Припять» (центр — деревня Довляды). Действовали начальная школа и магазин.

## Население

### Численность
- 1986 год — жители (83 семьи) переселены.

### Динамика
- 1885 год — 212 жителей.
- 1897 год — 39 дворов (согласно переписи).
- 1959 год — 294 жителя (согласно переписи).
- 1986 год — 83 двора, 201 житель.
- 1986 год — жители (83 семьи) переселены.